# 1873 en mathématiques
| Années des mathématiques : 1870 - 1871 - 1872 - 1873 - 1874 - 1875 - 1876    |
| Décennies des mathématiques : 1840 - 1850 - 1860 - 1870 - 1880 - 1890 - 1900 |

Cet article présente les faits marquants de l'année 1873 en mathématiques.

## Naissances
- 1er janvier : Agner Krarup Erlang (mort en 1929), mathématicien danois.
- 21 février : Samuel Lattès (mort en 1918), philosophe et mathématicien français.
- 28 février : Johan Frederik Steffensen (mort en 1961), mathématicien danois.
- 29 mars : Tullio Levi-Civita (mort en 1941), mathématicien italien, spécialiste du calcul tensoriel et de la théorie de la relativité.
- 16 avril : Alfred Young (mort en 1940), mathématicien britannique.
- 15 mai : Arturo Maroni (mort en 1966), mathématicien italien.
- 13 septembre : Constantin Carathéodory (mort en 1950), mathématicien grec.
- 28 septembre : Julian Coolidge (mort en 1954), mathématicien américain.
- 4 octobre : Dimitrie Pompeiu (mort en 1954), mathématicien roumain.
- 16 octobre : Gheorghe Țițeica (mort en 1939), mathématicien roumain.
- 24 octobre : Edmund Taylor Whittaker (mort en 1956), mathématicien et historien des sciences britannique.
- 21 novembre : Graciano Ricalde Gamboa (mort en 1942), mathématicien mexicain.
- 11 décembre : Joseph Plemelj (mort en 1967), mathématicien slovène.

## Décès

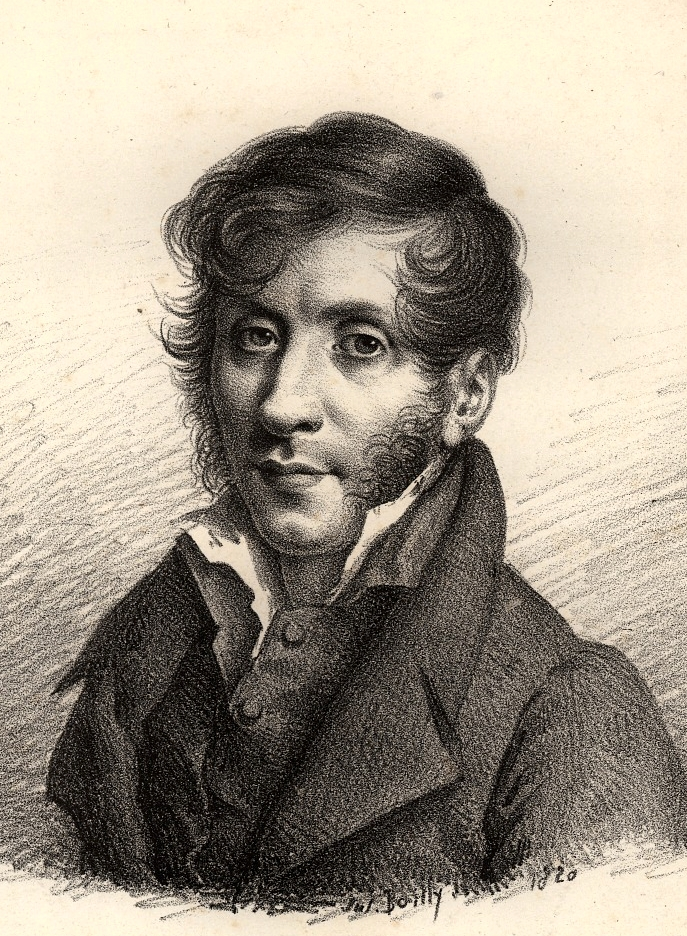
Charles Dupin

- 18 janvier : Charles Dupin (né en 1784), mathématicien, ingénieur et homme politique français.
- 2 avril : Binet de Sainte-Preuve (né en 1800), mathématicien et physicien français.
- 21 juillet : Delfino Codazzi (né en 1824), mathématicien italien.
- 29 août : Hermann Hankel (né en 1839), mathématicien allemand.
- 4 novembre : Temple Chevallier (né en 1794), homme d'église, astronome et mathématicien britannique.